# Euphorbia umfoloziensis
Euphorbia umfoloziensis là một loài thực vật có hoa trong họ Đại kích. Loài này được Peckover mô tả khoa học đầu tiên năm 1991.